# Piece of Me
«Piece Of Me» — второй сингл с альбома Blackout американской певицы Бритни Спирс, спродюсированный Bloodshy & Avant. Это был ответ СМИ и папарацци, преследовавших Бритни из-за её сенсационных поступков. Песня рассказывает о желании выбраться из-под пристального внимания общественности. Текст представляет жизнеописание Спирс со всеми её неудачами и перечисление сложившихся у общественности клише о ней.
Сингл вышел в ноябре 2007 года в США (на радио), в январе 2008 года в Европе и Австралии.
Благодаря продажам через интернет сингл дебютировал в чартах за два месяца до официального релиза.
В Великобритании сингл продан в количестве 211000 копий. В хит-параде самых просматриваемых клипов в интернете в США за 2008 год, песня заняла 7 место с 4385000 просмотров, а в Канаде в ТОР-10 самых транслируемых видео заняла 9 место с 900 трансляциями. 24 апреля 2008 года сингл получил статус платинового. В хит-параде танцевальных композиций «Piece of Me», так же, как и «Gimme More» и «Break the Ice» заняла 1 место.

## Видеоклип
Съемки видеоклипа к песне проходили 27 и 28 ноября 2007 года в Лос-Анджелесском клубе Social Hollywood. Режиссёром клипа выступил Уэйн Айшем, который до этого работал со Спирс над клипом к песне «I'm Not A Girl, Not Yet A Woman». Премьера клипа состоялась 17 декабря на канале ABC, и 19 декабря на MTV.

## Список композиций
| - UK/German CD Single/The Singles Collection Boxset Single 1. «Piece of Me» — 3:32 2. «Piece of Me» (Böz O Lö Remix) — 4:51 - European/Australian Maxi Single 1. «Piece of Me» — 3:32 2. «Piece of Me» (Böz O Lö Remix) — 4:53 3. «Piece of Me» (Bimbo Jones Club Mix) — 6:26 4. «Piece of Me» (Vito Benito Club Mix) — 6:50 5. «Gimme More» (The Kimme More Remix) (feat. Lil' Kim) — 4:14 - German Limited Edition CD 1 1. «Piece of Me» — 3:32 2. «Piece of Me» (Tiësto Radio Edit) — 3:23 | - German Limited Edition CD 2 1. «Piece of Me» — 3:32 2. «Piece of Me» (Junior Vasquez & Johnny Vicious Radio Remix) — 3:38 - Digital EP — The Remixes 1. «Piece of Me» — 3:32 2. «Piece of Me» (Böz O Lö Remix) — 4:53 3. «Piece of Me» (Tiësto Radio Edit) — 3:23 4. «Piece of Me» (Junior Vasquez & Johnny Vicious Radio Edit) — 3:38 5. «Piece of Me» (Friscia & Lamboy Radio Edit) — 3:27 6. «Piece of Me» (Sly & Robbie Reggae Remix) (feat. Cherine Anderson) — 4:16 |

## Чарты и сертификаты
| Чарт (2007-08)                   | Место |
| -------------------------------- | ----- |
| Australian ARIA Singles Chart    | 2     |
| Austrian Singles Chart           | 6     |
| Belgian Singles Chart (Flanders) | 36    |
| Belgian Singles Chart (Wallonia) | 36    |
| Canadian Hot 100                 | 5     |
| Czech Airplay Chart              | 19    |
| Danish Singles Chart             | 4     |
| Dutch Singles Chart              | 41    |
| European Hot 100 Singles         | 6     |
| Finnish Singles Chart            | 8     |
| German Singles Chart             | 7     |
| Irish Singles Chart              | 1     |
| Italian FIMI Singles Chart       | 11    |
| New Zealand RIANZ Singles Chart  | 4     |
| Slovak Airplay Chart             | 10    |
| Swedish Singles Chart            | 9     |
| Swiss Singles Chart              | 19    |
| UK Singles Chart                 | 2     |
| US Billboard Hot 100             | 18    |
| US Billboard Pop Songs           | 28    |
| US Billboard Hot Dance Club Play | 1     |

| Страна         | Сертификат (пороги продаж) |
| -------------- | -------------------------- |
| Австралия      | платиновый                 |
| Канада         | платиновый                 |
| Дания          | платиновый                 |
| Италия         | золотой                    |
| Новая Зеландия | золотой                    |
| Швеция         | золотой                    |
| США            | платиновый                 |

| Чарт (2008)               | Место |
| ------------------------- | ----- |
| Australian Singles Chart  | 38    |
| European Hot 100 Singles  | 39    |
| German Singles Chart      | 58    |
| New Zealand Singles Chart | 28    |
| UK Singles Chart          | 47    |
| US Billboard Hot 100      | 83    |